# Centre de contrôle de mission Christopher C. Kraft Jr.

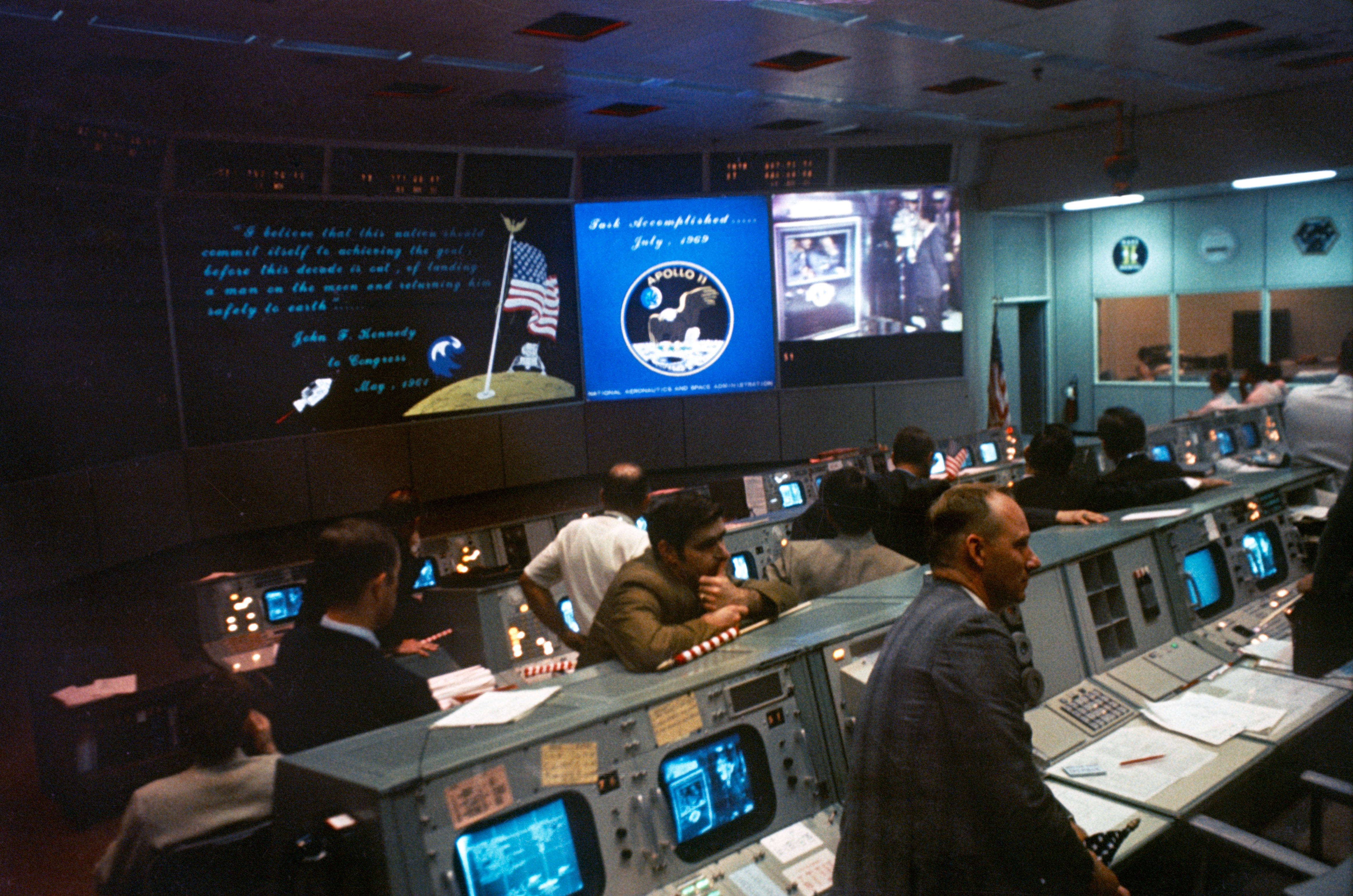
La salle de contrôle des opérations de mission à la fin de la mission Apollo 11 en 1969.

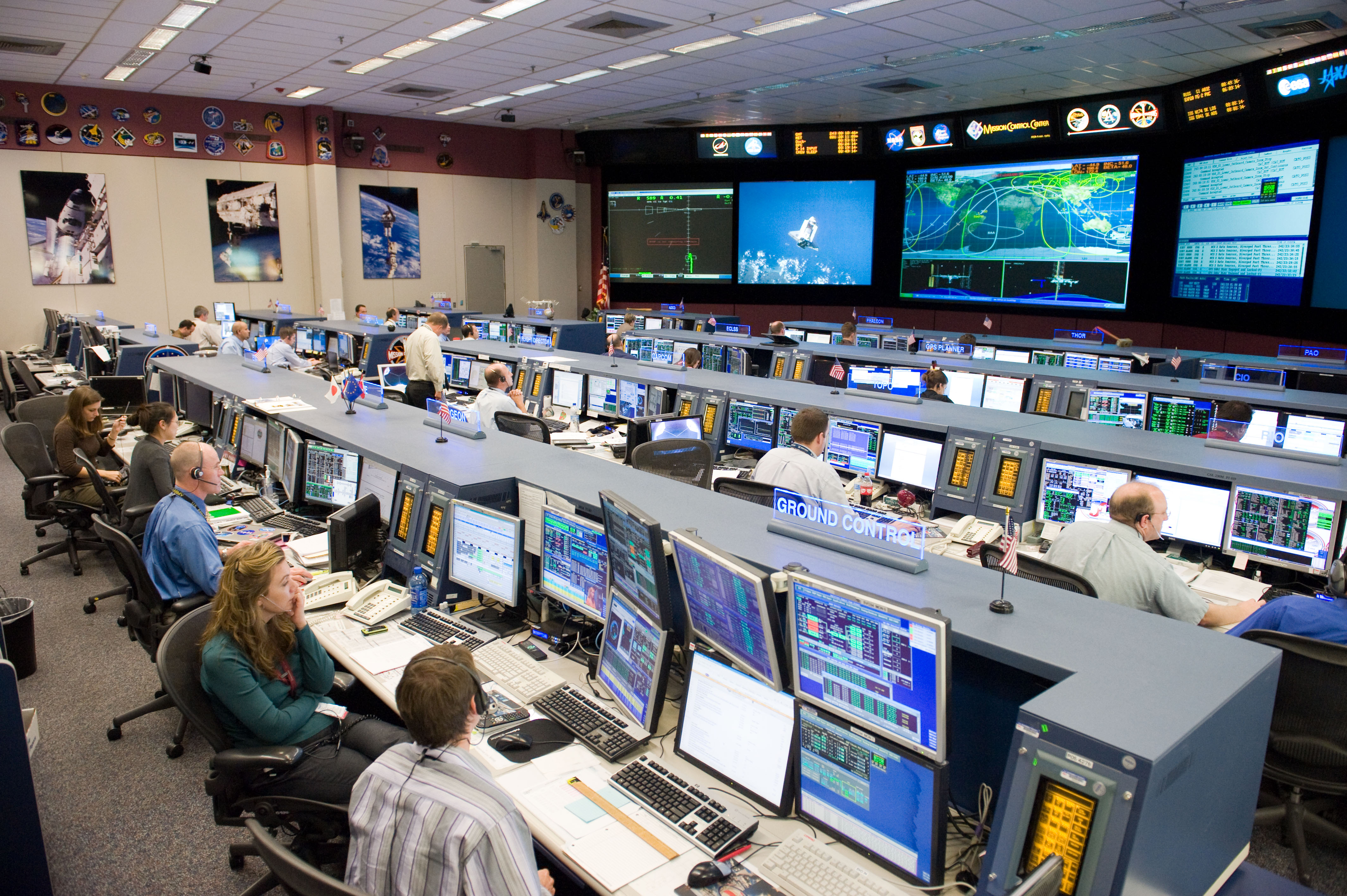
L'une des salles du centre de contrôle de mission pendant la mission STS-128 en 2009.

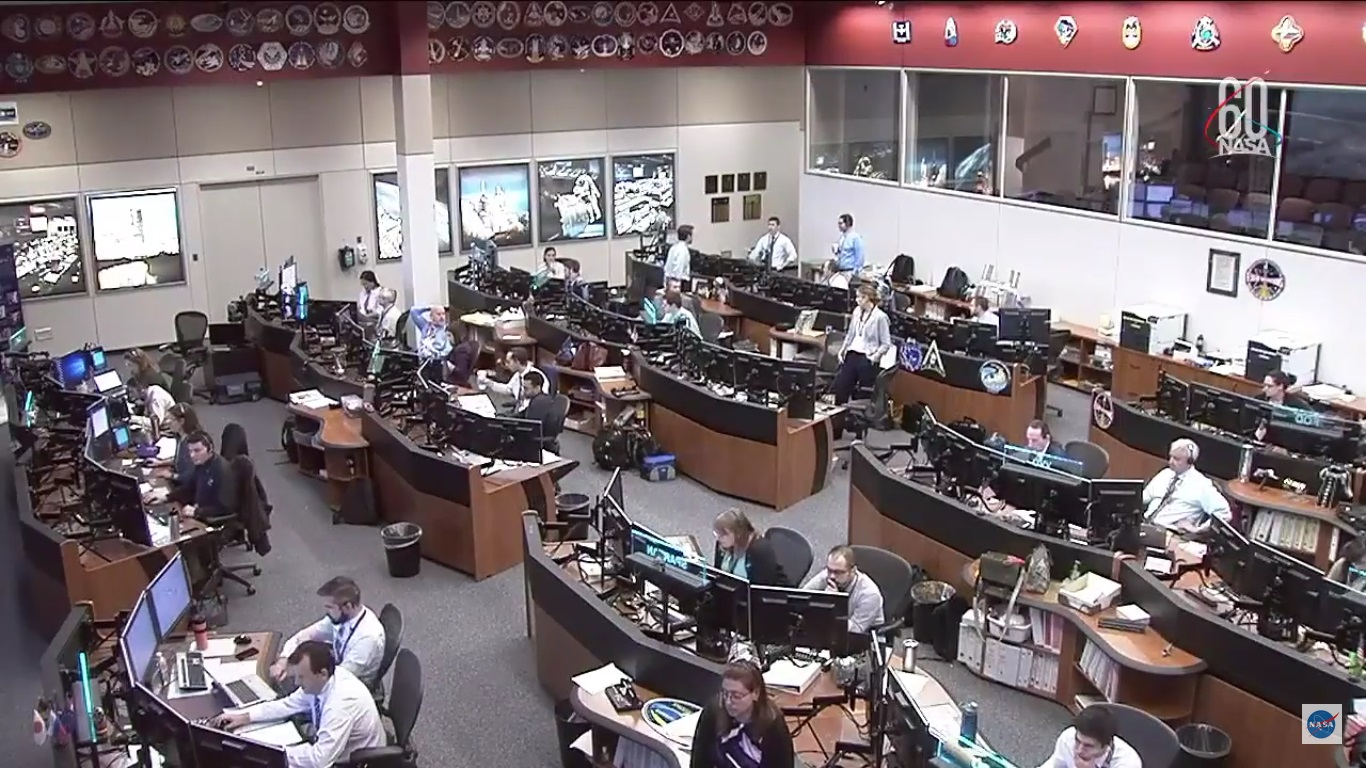
La salle de contrôle après l'échec de la mission Soyouz MS-10 le 11 octobre 2018.

Le centre de contrôle de mission Christopher C. Kraft Jr. (en anglais : Christopher C. Kraft Jr. Mission Control Center) est un centre de contrôle de mission de la National Aeronautics and Space Administration (NASA) situé dans le centre spatial Lyndon B. Johnson à Houston, au Texas. Il est également connu sous l'indicatif « Houston ». 

## Historique
Le centre porte le nom de Christopher Kraft, un ingénieur de la NASA qui a joué un rôle décisif dans la mise en œuvre du contrôle de mission de l'agence et fut son premier Contrôleur de vol et fut actif à partir des années 60.
Il succède au centre de contrôle Mercury de la base de lancement de Cap Canaveral — qui jouait le rôle de centre de contrôle de mission lors du programme Mercury — et gère le contrôle de vol pour le programme spatial américain depuis les programmes Gemini et Apollo (1965-1975) et jusqu'à nos jours pour la Station spatiale internationale (ISS).